# Oskar Kokoschka
Oskar Kokoschka (født 1. marts 1886 i Pöchlarn, død 22. februar 1980 i Montreux) var en østrigsk kunstner, digter og ekspressionistisk maler med tjekkiske rødder. Han var især kendt for sine indtrængende, dybdepsykologiske portrætter  malt med kraftige temperamentsfulde penselstrøg og tegningen af Karl Kraus. Samme teknik anvendte han i sine landskabs- og byprospekter. Kokoschka blev kendt for sin korte affære med Gustav Mahlers enke, Alma Maria Schindler (Alma Schindler-Mahler), som snart afviste ham, hvorefter han fremstillede en 1:1 dukke af hende. Han måtte kort før 2. verdenskrig flygte til England, og nogle år efter krigen slog han sig ned i Schweiz. Især under den tyske og østrigske genopbygning fik han mange udsmykningsopgaver, bl.a. i Hamborg, gobeliner til Det Store Festspilhus i Salzburg og et portræt af Konrad Adenauer. 

## Galleri
- Buste af Oskar Kokoschka  ved  Wien Universitet for Anvendt Kunst.
- Kokoschkas barndomshjem  i Pöchlarn.
- Oskar Kokoschka 1919.
- Autograf.